# Carl Ernst Christoph Hess

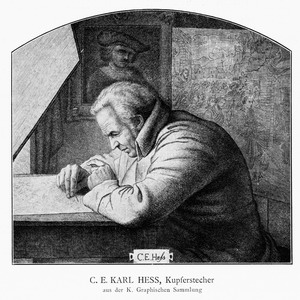
Carl Ernst Christoph Hess.

Carl Ernst Christoph Hess, född den 22 januari 1755, död den 25 juli 1828, var en tysk grafiker. Han var far till Peter von Hess, Heinrich Maria von Hess och Karl Hess.
Hess var medarbetare i det verk som utgavs över samlingarna i galleriet i Düsseldorf, och verkade senare i München, där han utförde ett flertal berömda stick efter tavlor av Rembrandt, Rafael, Tizian med flera.